# 卡萨斯德尔普埃尔托德维利亚托罗
卡萨斯德尔普埃尔托德维利亚托罗，是西班牙卡斯蒂利亚-莱昂阿维拉省的一个市镇。 总面积22km2, 总人口99人（2001年），人口密度5人/km2。